# مطار لشبونة
مطار لشبونة هو مطار دولي يقع في مدينة لشبونة عاصمة البرتغال. يُعتبر مطار لشبونة أكبر وأهم مطارات البرتغال, وواحد من أكبر المطارات في جنوب قارة أوروبا.استُخدم من طرف كل من الحلفاء ودول المحور في الحرب العالمية الثانية, حيث كانت البرتغال دولة محايدة.

## التاريخ
افتتح المطار في 15 أكتوبر عام 1942 خلال الحرب العالمية الثانية. مع أن البرتغال كانت دولة محايدة إلا أنه استخدم لأغراض عسكرية من طرف الحلفاء، ومع نهاية الحرب تم تطوير وتحسين المطار عام 1946. أصبح في الوقت الحاضر المطار الرئيسي في البرتغال. مطار لشبونة هو واحد من المطارات الأوروبية القليلة المتواجدة في مدينة رئيسية، وكان هناك نيّة لبناء مطار آخر بدلاً عنه، إلا أن الفكرة رُفضت.

## شركات الطيران والوجهات
تقدم شركات الطيران التالية رحلات إلى مطار لشبونة:
| شركـات طيـران                   | الوجهات |
| ------------------------------- | --- |
| طيران إيجيان                    | مطار أثينا الدولي |
| أير لينغس                       | مطار دبلن الدولي |
| طيران ألبانيا                   | موسمي عارض: مطار تيرانا الدولي (تبدأ في 25 يونيو 2023) |
| الخطوط الجوية الجزائرية         | مطار هواري بومدين الدولي موسمي: مطار وهران - أحمد بن بلة |
| طيران البلطيق                   | مطار ريغا الدولي |
| إير كايرو                       | موسمي: مطار أسوان الدولي، مطار القاهرة الدولي |
| طيران كندا                      | مطار مونتريال الدولي، مطار تورونتو بيرسون الدولي |
| طيران أوروبا                    | مطار مدريد باراخاس الدولي |
| الخطوط الجوية الفرنسية          | مطار باريس شارل ديغول |
| Air Horizont                    | موسمي عارض: مطار الناظور العروي (تبدأ في 11 يوليو 2023) |
| طيران مالطا                     | مطار مالطا الدولي (تستأنف 26 يونيو 2023) |
| نوستروم إير                     | موسمي عارض: مطار وجدة أنجاد |
| طيران صربيا                     | مطار نيكولا تسلا في بلغراد |
| طيران ترانسات                   | مطار مونتريال الدولي، مطار تورونتو بيرسون الدولي |
| الخطوط الجوية الأمريكية         | مطار فيلادلفيا الدولي |
| Azores Airlines                 | مطار لوجان الدولي، Horta، Pico Island ‏، Ponta Delgada، مطار نيلسون مانديلا الدولي، Santa Maria ‏، Terceira، مطار تورونتو بيرسون الدولي |
| أزول البرازيل                   | Campinas |
| خطوط العاصمة بكين الجوية        | مطار هانغتشو شياوشان الدولي |
| الخطوط الجوية البريطانية        | مطار لندن هيثرو |
| خطوط بروكسل الجوية              | مطار بروكسل الدولي |
| Cabo Verde Airlines             | مطار نيلسون مانديلا الدولي، Sal، São Vicente ‏ |
| خطوط دلتا الجوية                | مطار لوجان الدولي، مطار جون إف كينيدي الدولي |
| إيزي جيت                        | مطار سخيبول أمستردام، مطار أثينا الدولي، مطار برشلونة الدولي، مطار بازل - ميلوز - فريبورغ الأوروبي، مطار بوفيه - تيه، مطار أوريو أل سيريو، مطار بلباو، مطار برمينغهام، مطار بوردو ميرينياك، مطار بريستول، مطار إدنبرة، مطار كريستيانو رونالدو، مطار جنيف الدولي، مطار غلاسكو الدولي، مطار غاتويك، مطار لندن لوتن، مطار لوكسمبورغ، مطار ليون سانت إكسوبيري، مطار مدريد باراخاس الدولي، مطار مانشستر، مطار مراكش المنارة الدولي، مطار مارسيليا، مطار مالبينسا، مطار نانت، مطار نيس كوت دازور، مطار باريس شارل ديغول، Porto Santo ‏، مطار فاكلاف هافيل الدولي، مطار رين بروتون، مطار تولوز بلانياك، مطار بلنسية، مطار زيورخ الدولي موسمي: مطار بوريتا، مطار إيبيزا، Menorca، مطار ميورقة |
| إل عال                          | مطار بن غوريون الدولي |
| طيران الإمارات                  | مطار دبي الدولي |
| الاتحاد للطيران                 | موسمي: مطار أبو ظبي الدولي (تبدأ في 18 يونيو 2023) |
| euroAtlantic Airways            | مطار أوزفالدو فييرا الدولي |
| يورو وينجز                      | مطار كولونيا بون الدولي، مطار دوسلدورف الدولي، مطار هامبورغ، مطار شتوتغارت الدولي |
| فين إير                         | مطار هلسنكي فانتا |
| FlyOne                          | مطار كيشيناو الدولي |
| هاي فلاي (شركة طيران)           | موسمي عارض: مطار عبيد أماني كرومي الدولي (تبدأ في 30 يوليو 2023) |
| أيبيريا (شركة طيران)            | مطار مدريد باراخاس الدولي |
| Iberojet                        | موسمي: Cancún، Punta Cana ‏، Varadero موسمي عارض: Heraklion، Menorca، مطار اورلاندو سانفورد الدولي، مطار ميورقة، Sal |
| يسرائير                         | موسمي عارض: مطار بن غوريون الدولي |
| الخطوط الجوية الملكية الهولندية | مطار سخيبول أمستردام |
| لاتام البرازيل                  | مطار غواروليوس الدولي |
| لوفتهانزا                       | مطار فرانكفورت، مطار ميونخ الدولي |
| لوكس إير                        | مطار لوكسمبورغ |
| نيوس (شركة طيران)               | موسمي: مطار بن غوريون الدولي |
| آير شاتل النرويجية              | موسمي: مطار كوبنهاغن، Oslo، مطار ستوكهولم أرلاندا |
| بلاي (شركة طيران)               | مطار كيفلافيك الدولي |
| الخطوط الملكية المغربية         | مطار محمد الخامس الدولي |
| رايان إير                       | مطار أكادير المسيرة الدولي، مطار أليكانتي، مطار برشلونة الدولي، مطار بوفيه - تيه، مطار أوريو أل سيريو، مطار برلين براندنبرغ، مطار برمينغهام، مطار بولونيا، مطار بوردو ميرينياك، مطار بودابست فرانز ليست الدولي، مطار بروكسل شارلروا الجنوب، مطار كولونيا بون الدولي، مطار دبلن الدولي، مطار إدنبرة، مطار آيندهوفن، مطار فاس سايس الدولي، مطار كريستيانو رونالدو، مطار كراكوف، مطار لندن ستانستد، مطار لوكسمبورغ، مطار مدريد باراخاس الدولي، مطار مالطا الدولي، مطار مالقة الدولي، مطار مانشستر، مطار مراكش المنارة الدولي، مطار مارسيليا، مطار نابولي، Ponta Delgada، مطار روما شيامبينو، مطار إشبيلية، Terceira، مطار تولوز بلانياك، مطار بلنسية، مطار فيينا الدولي، مطار وارسو مودلين، مطار سرقسطة موسمي: مطار بيزا الدولي، مطار البندقية ماركو بولو |
| الخطوط الجوية الإسكندنافية      | موسمي: مطار كوبنهاغن، مطار ستوكهولم أرلاندا |
| Sky Express ‏                    | موسمي عارض: Heraklion |
| سكاي أب                         | مطار بوريسبيل الدولي (معلقة) |
| STP Airways                     | مطار ساو تومي |
| الخطوط الجوية الدولية السويسرية | مطار جنيف الدولي، مطار زيورخ الدولي |
| الخطوط الجوية الأنغولية         | مطار كواترو دي فيفيريرو |
| تاب برتغال                      | مطار كوتوكا الدولي، مطار أليكانتي، مطار سخيبول أمستردام، مطار بانجول الدولي، مطار برشلونة الدولي، Belém، Belo Horizonte–Confins ‏، مطار برلين براندنبرغ، مطار بلباو، مطار أوزفالدو فييرا الدولي، Boa Vista ‏، مطار بولونيا، مطار لوجان الدولي، مطار برازيليا الدولي، مطار بروكسل الدولي، Cancún، مطار سيمون بوليفار الدولي، مطار محمد الخامس الدولي، مطار أوهير الدولي، مطار أحمد سيكو توري الدولي، مطار كوبنهاغن، مطار بليز دياغني الدولي، مطار دبلن الدولي، مطار دوسلدورف الدولي، مطار فارو، Florence، Fortaleza، مطار فرانكفورت، Fuerteventura، مطار كريستيانو رونالدو، مطار جنيف الدولي، مطار غران كناريا، مطار هامبورغ، مطار غاتويك، مطار لندن هيثرو، مطار كواترو دي فيفيريرو، مطار لوكسمبورغ، مطار ليون سانت إكسوبيري، Maceió، مطار مدريد باراخاس الدولي، مطار مالقة الدولي، مطار مانشستر، مطار مابوتو الدولي، مطار مراكش المنارة الدولي، مطار مارسيليا، مطار ميامي الدولي، مطار مالبينسا، مطار مونتريال الدولي، مطار ميونخ الدولي، مطار نابولي، Natal، مطار نيوآرك ليبرتي الدولي، مطار جون إف كينيدي الدولي، مطار نيس كوت دازور، Oslo، مطار باريس أورلي، Ponta Delgada، مطار بورتو الدولي، Porto Alegre، مطار فاكلاف هافيل الدولي، مطار نيلسون مانديلا الدولي، Recife، مطار ريو دي جانيرو الدولي، مطار ليوناردو دا فينشي، Sal، Salvador da Bahia ‏، مطار سان فرانسيسكو الدولي، مطار غواروليوس الدولي، مطار ساو تومي، São Vicente ‏، مطار إشبيلية، مطار ستوكهولم أرلاندا، مطار طنجة ابن بطوطة الدولي، مطار بن غوريون الدولي، مطار تينيريفي الجنوبي، Terceira، مطار تورونتو بيرسون الدولي، مطار تولوز بلانياك، مطار بلنسية، مطار البندقية ماركو بولو، مطار فيينا الدولي، مطار وارسو فريدريك شوبان، مطار واشنطن دولس الدولي، مطار زيورخ الدولي موسمي: مطار أكادير المسيرة الدولي، مطار جربة جرجيس الدولي، مطار إيبيزا، Menorca، مطار الحبيب بورقيبة الدولي، مطار ميورقة، Porto Santo ‏، Punta Cana ‏ |
| ترانسافيا                       | مطار سخيبول أمستردام، مطار آيندهوفن، مطار مونبلييه ميديتيراني، مطار نانت، مطار باريس أورلي، مطار روتردام لاهاي |
| الخطوط التونسية                 | مطار تونس قرطاج الدولي |
| الخطوط الجوية التركية           | مطار إسطنبول الدولي |
| الخطوط الجوية المتحدة           | مطار نيوآرك ليبرتي الدولي موسمي: مطار واشنطن دولس الدولي |
| فولوتيا                         | Asturias، مطار نانت (تبدأ في 24 سبتمبر 2023) |
| خطوط فيولينغ الجوية             | مطار سخيبول أمستردام، مطار برشلونة الدولي، مطار بلباو، مطار باريس أورلي، مطار تينيريفي الشمالي، مطار بلنسية موسمي: مطار إيبيزا، مطار ميورقة |
| ويز للطيران                     | مطار نيكولا تسلا في بلغراد (تبدأ في 18 يوليو 2023)، مطار هنري كواندا الدولي، مطار بودابست فرانز ليست الدولي، مطار لندن لوتن، مطار صوفيا، مطار وارسو فريدريك شوبان |
| World2Fly                       | عارض: Cancún، Punta Cana ‏، Varadero موسمي عارض: مطار اورلاندو سانفورد الدولي، Samaná (تبدأ في 30 يونيو 2023) |

## اقرأ أيضا
- لشبونة
- شبه جزيرة ايبيريا
- مطار ماديرا